# HK Drott
HK Drott ist ein schwedischer Handballverein aus Halmstad. Die Herren-Mannschaft HK Drott spielte über viele Jahre in der höchsten schwedischen Spielklasse, der Elitserien. Insgesamt elfmal (1975, 1978, 1979, 1984, 1988, 1990, 1991, 1994, 1999, 2002, 2013) konnte der Verein die schwedische Meisterschaft gewinnen. HK Drott zog zweimal in ein Europapokalfinale ein, jedoch unterlagen die Schweden 1990 gegen CB Cantabria Santander im Europapokal der Pokalsieger und 1994 gegen TUSEM Essen im Euro-City-Cup.

## Bekannte ehemalige Spieler
- Magnus Andersson
- Mattias Andersson
- Bengt Johansson
- Daniel Kubeš
- Ola Lindgren
- Pontus Zetterman